# Helina magnimuculata
Helina magnimuculata är en tvåvingeart som beskrevs av Feng 1995. Helina magnimuculata ingår i släktet Helina och familjen husflugor.
Artens utbredningsområde är Sichuan (Kina). Inga underarter finns listade i Catalogue of Life.